# Warwariwka (rejon kropywnycki)
Warwariwka (ukr. Варварівка) – wieś na Ukrainie, w obwodzie kirowohradzkim, w rejonie kropywnyckim, w hromadzie Huriwka. W 2025 liczyła 481 mieszkańców.